# Derrick Etienne (calciatore 1974)
Derrick Etienne (Nyack, 11 agosto 1974) è un ex calciatore haitiano, di ruolo attaccante.

## Biografia
É fratello di Darell Etienne e padre di Derrick Etienne e Danielle Etienne, anche loro calciatori.